# Мурахолюб рудогузий
Мурахолю́б рудогузий (Euchrepomis callinota) — вид горобцеподібних птахів родини сорокушових (Thamnophilidae). Мешкає в Центральній і Південній Америці.

## Опис
Довжина птаха становить 10,7 см, вага 7 г. Виду притаманний статевий диморфізм. У самців верхня частина голови чорна, решта голови сірувата, через очі ідуть чорні смуги. Спина оливково-зелена, на спині малопомітна рудувата пляма. Надхвістя рудувато-коричневе або руде. Зверху крила чорні з двома жовтими смугами, знизу сіруваті або білуваті. Живіт світло-жовтий, хвіст сірий. У самиць верхня частина голови і верхня частина тіла оливково-сірі. Дзьоб тонкий, зверху чорний, знизу світло-сірий. Лапи сизі.

## Підвиди
Виділяють чотири підвиди:
- E. c. callinota (Sclater, PL, 1855) — гори в Коста-Риці і західній Панамі, на кордоні Панами і Колумбії, Анди в Колумбії, Еквадорі і на півночі Перу;
- E. c. peruviana (Meyer de Schauensee, 1945) — Анди в центральному і південно-східному Перу (на південь від Мараньйону, від Сан-Мартіна до Хуніна, на півдні Куско);
- E. c. venezuelana (Phelps & Phelps Jr, 1954) — північно-західна Венесуела (Сьєрра-де-Періха, Кордильєра-де-Мерида);
- E. c. guianensis (Blake, 1949) — південна Гаяна, центральний Суринам, центральна Французька Гвіана.

## Поширення і екологія
Рудогузі мурахолюби мешкають в Коста-Риці, Панамі, Колумбії, Еквадорі, Перу, Венесуелі, Гаяні, Суринамі, Французькій Гвіані. Вони живуть в кронах вологих гірських і рівнинних тропічних лісів та на узліссях. Зустрічаються поодинці або парами, переважно на висоті від 600 до 2400 м над рівнем моря. Іноді приєднуються до змішаних зграй птахів. Живляться переважно комахами, яких шукають серед листя.